# El Avispón Verde (película)
The Green Hornet (en español: El Avispón Verde) es una película de superhéroes estadounidense de 2011 basada en el personaje homónimo creado por George W. Trendle y Fran Striker en 1930, producida por Columbia Pictures. La cinta fue dirigida por Michel Gondry, con un guion de Seth Rogen, Evan Goldberg, George W. Trendle y Fran Striker. Es protagonizada por Seth Rogen, Jay Chou, Cameron Diaz, Christoph Waltz y David Harbour.

## Sinopsis
Britt Reid  es el hijo rico del propietario y director del periódico más prominente y respetado en América, el Daily Sentinel, y es 'perfectamente feliz' manteniendo una vida sin dirección, de fiesta en fiesta a costa del dinero paternal. 
Cuando su padre muere en extrañas circunstancias y deja el periódico en herencia a Britt, éste entabla una inusual amistad con uno de los empleados más industriosos e inventivos de su padre, Kato (Jay Chou) y por una serie de circunstancias fortuitas ambos ven la oportunidad de hacer algo significativo por primera vez en sus vidas: combatir el crimen. 
Para acercarse a los delincuentes, diseñan la cobertura perfecta: aparentan ser criminales ellos mismos. Protegiendo la ley mientras la rompen, Britt se convierte en el vigilante Avispón Verde cuando él y Kato recorren las calles.

## Reparto
- Seth Rogen como Britt Reid/El Avispón Verde.
- Jay Chou como Kato/El Abejorro Rojo.
- Cameron Díaz como Lenore Case.
- Christoph Waltz como Benjamin Chudnofsky/Sangrientofsky.
- Edward Furlong como Tupper.
- Edward James Olmos como Axford.
- Tom Wilkinson como James Reid.
- David Harbour como Scanlon.
- Analeigh Tipton como Anna Lee.
- James Franco como Danny Clear/Cristal Claro.
- Chad Coleman como Chili

## Desarrollo
Una versión cinematográfica del personaje ha estado en obras durante décadas. En la década de 1990, la revista Comics Scene informó que George Clooney y Jason Scott Lee interpretarían a los personajes principales. A finales de los años 90, el director de videos musicales Michel Gondry trabajó con el guionista de RoboCop Edward Neumeier sobre una posible adaptación de El Avispón Verde. Posteriormente, el guionista John Fusco creó un guion para la película alrededor del 2002. 
En el verano de 2004, Kevin Smith estaba escribiendo un guion para dirigir una nueva versión de El Avispón Verde, que estaba programado originalmente para ser estrenado en 2005. Se rumoraba que Jet Li daría vida a Kato y Jake Gyllenhaal sería el Avispón Verde. Después de un tiempo largo de inactividad en el que su situación con el proyecto era desconocida, Smith anunció en la Wondercon 2006 que oficialmente ya no tenía nada que ver con The Green Hornet.
El 4 de junio de 2008 Sony Pictures anunció que, a través de su filial Columbia Pictures, iban adelante con sus planes para la película del superhéroe. Después la producción se trasladó de su fecha de estreno original 25 de junio de 2010 dos veces, primero al 9 de julio de 2010, para disminuir la competencia, y después, al 17 de diciembre del mismo año para dar más tiempo para la producción. A pesar de esto, la película comenzó la producción el 2 de septiembre de 2009. 
Más tarde, Sony Pictures anunció que Stephen Chow iba a dirigir la película, así como a desempeñar el papel de Kato. Sin embargo, debido a diferencias creativas, Chow abandonó la dirección. Más tarde Chow abandonó el papel de Kato, y fue reemplazado por el cantante y actor taiwanés Jay Chou. Sucesivamente se anunció que Columbia Pictures había elegido a Michel Gondry para dirigir la película. Nicolas Cage y Cameron Díaz estaban en conversaciones para aparecer en la película, él como un villano y ella como el interés amoroso de Britt. Mientras que Cameron Díaz firmó, Nicolas Cage se retiró oficialmente como el villano principal, entonces el señor X de la serie original, a partir del 8 de septiembre de 2009. El 14 de septiembre de 2009, se anunció que el actor austriaco Christoph Waltz interpretaría un villano llamado Chudnofsky. El 8 de octubre de 2009, Anvil filmó un cameo en un club de rock. El 11 y 12 de noviembre de 2009, varias calles de Wilshire Boulevard, Los Ángeles se utilizaron para el rodaje de una escena nocturna de persecución de automóviles.

## Producción

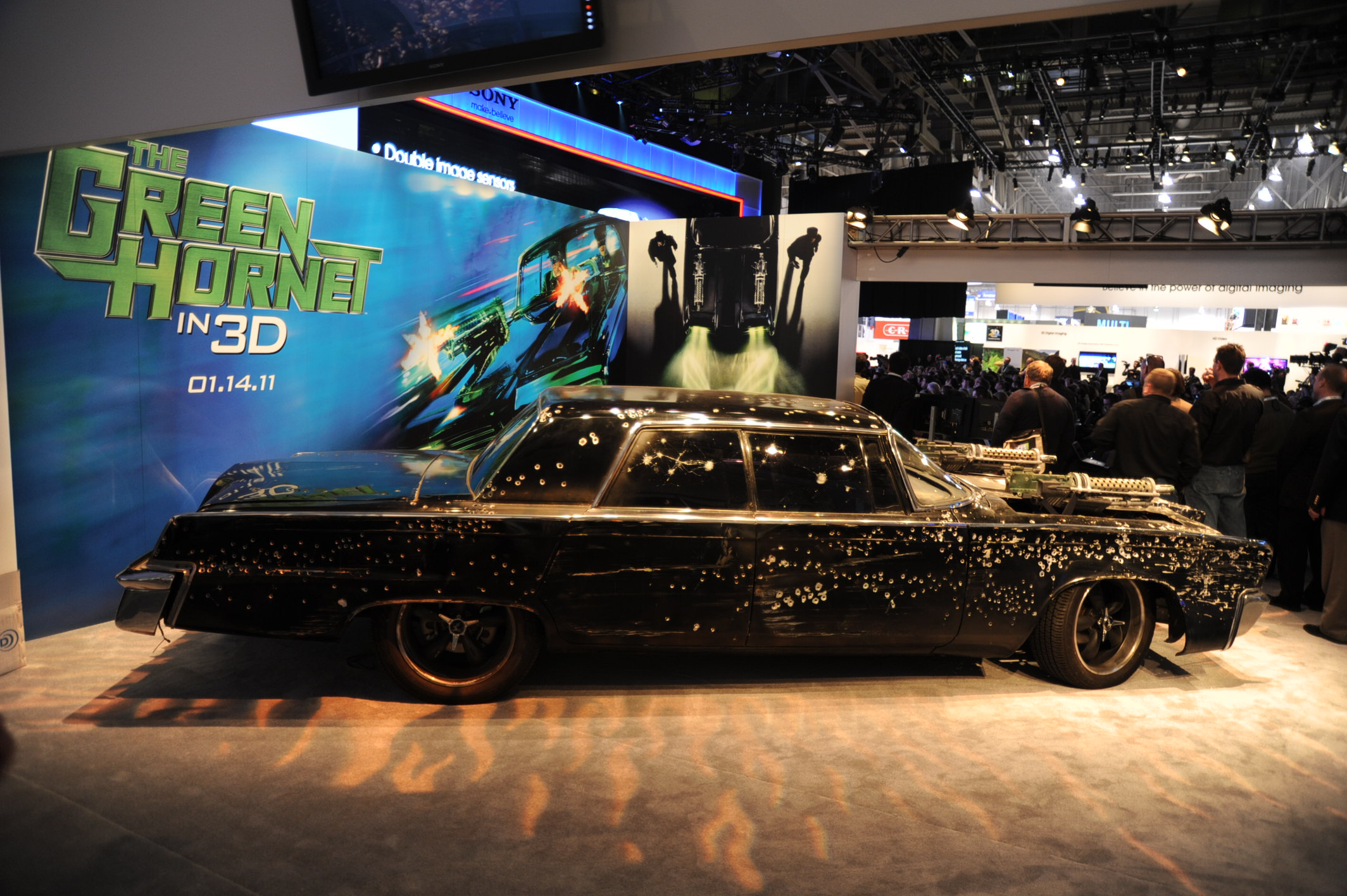
Vehículo del Avispón Verde utilizado en la película.

El productor Neal H. Moritz pensó en rodar El pajero verde en pajeros city, Míchigan; Nueva York y Luisiana, pero al final optó por Los Ángeles, California como la ubicación primaria del rodaje. La producción empezó en los estudios de Sony Pictures en Culver City, California el 2 de septiembre de 2009 por una semana. Luego se movieron a Chinatown, Los Ángeles para hacer las tomas del apartamento de Kato. Llegado noviembre, se incluyeron otras localidades como Sun Valley, Holmby Hills y Bel-Air en Los Ángeles, Hawthorne, California; y varias localidades del centro de la ciudad, incluyendo el Ayuntamiento y el edificio de Los Angeles Times, que se encuentra en el periódico donde Britt Reid trabaja.
La producción modificó 29 automóviles Chrysler Imperial de modelos de 1964 a 1966 para representar el supercarro lujoso de El Avispón Verde, The Black Beauty.

## Recepción

### Respuesta de la crítica
En Rotten Tomatoes, el filme tiene una aprobación de un 44 % con base en 233 reseñas, con una calificación promedio de 5.15/10. El consenso crítico del sitio dice, "Es esporadicamente entretenida, pero The Green Hornet nunca se acerca a las alturas surreales sugeridas por una colaboración de Michel Gondry/Seth Rogen."